# Maccheroni
Maccheroni é um filme de drama italiano de 1985 dirigido e escrito por Ettore Scola, Ruggero Maccari e Furio Scarpelli. Foi selecionado como represente da Itália à edição do Oscar 1986, organizada pela Academia de Artes e Ciências Cinematográficas.

## Elenco
- Jack Lemmon - Robert Traven
- Marcello Mastroianni - Antonio Jasiello
- Daria Nicolodi - Laura Di Falco
- Isa Danieli - Carmelina Jasiello
- Maria Luisa Santella - Door Keeper
- Patrizia Sacchi - Virginia
- Bruno Esposito - Giulio Jasiello
- Orsetta Gregoretti - jovem atriz
- Marc Berman
- Jean-François Perrier
- Giovanna Sanfilippo - Maria
- Fabio Tenore - Pasqualino
- Marta Bifano - Luisella